# Söderhavsbubblan

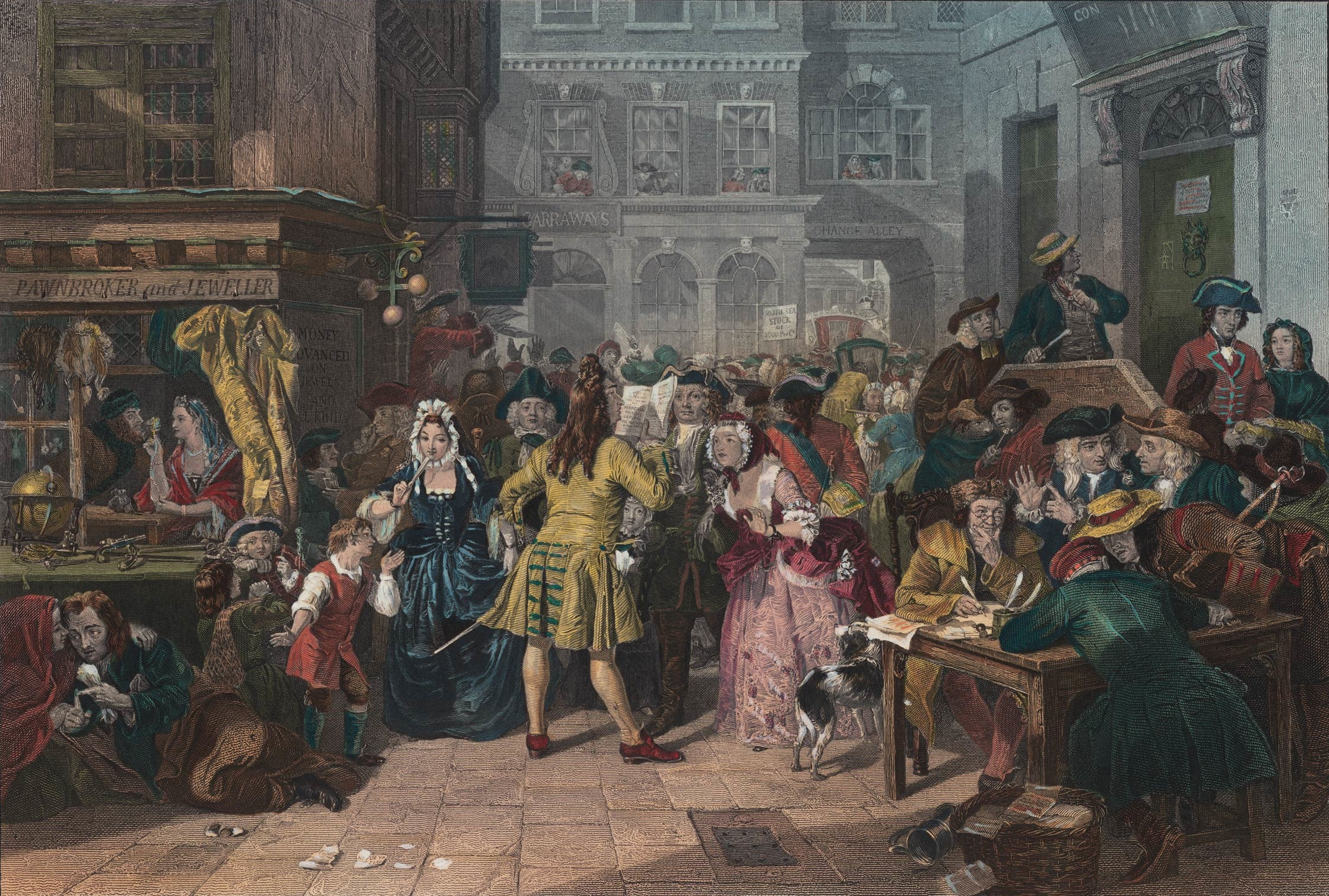
Tavlan "South Sea Bubble" av Edward Matthew Ward, Tate Gallery

Söderhavsbubblan var en spekulationsbubbla i början på 1700-talet. Privatpersoner spekulerade i bolaget South Sea Company, Söderhavskompaniet, som var ett brittiskt handelskompani som beviljats handelsmonopol på Sydamerika av kolonialmakten Spanien. Bolaget kom även att användas som inofficiell bank för att hjälpa till att finansiera statskassan. 
Bolagets värdepapper blev väldigt eftertraktade och steg snabbt i pris innan kurserna snabbt föll och gjorde många ruinerade. 

## Grundandet
Bolaget etablerades på initiativ av brittiske finansministern Robert Harley 1711. Samtidigt pågick Spanska tronföljdskriget och britterna hade fått försäkran om långtgående rättigheter att bedriva handel med de spanska kolonierna efter kriget. Finansministern bildade bolaget i förtid och började ta in kapital från hugade investerare genom dels försäljning av aktier, dels utfärdande av statligt garanterade obligationer. Pengarna från aktieförsäljningen kunde användas för att finansiera den av kriget hårt ansträngda brittiska statskassan. Värdepapperen blev mycket populära eftersom de garanterade minst sexprocentig årlig avkastning med statlig garanti.

## Verksamheten
Vid freden i Utrecht 1713 som avslutade Spanska tronföljdskriget fick inte brittiska staten så långtgående handelsrättigheter som man hoppats på. Storbritannien fick dock i praktiken monopol på slavhandel från Västafrika till kolonierna i form av rätten att årligen införa 4200 slavar till de spanska kolonierna på ett till tre slavskepp. Slavhandeln kom inte igång förrän 1717 och i takt med att förbindelserna mellan Storbritannien och Spanien långsamt försämrades stod det klart att utsikterna att Söderhavskompaniet skulle få utökade handelsrättigheter var mörka. Under sin verksamhetstid redovisade Söderhavskompaniet ganska måttliga vinster.

## Spekulationsbubblan

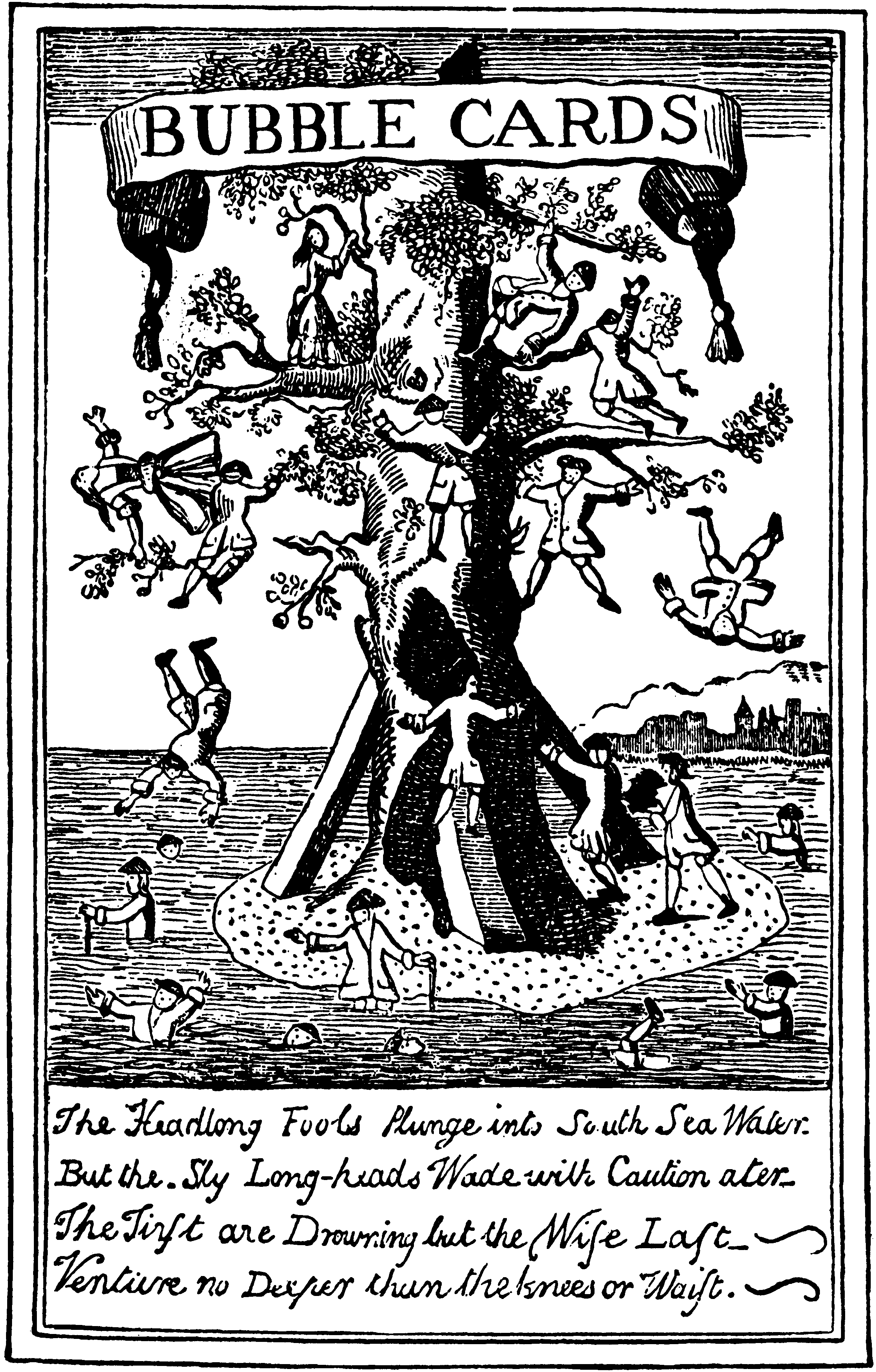
Samtida karikatyr över investeringshysterin

I Storbritannien var dock förväntningarna på bolaget fortsatt höga hos allmänheten. För att utnyttja intresset att investera i bolaget gjordes 1719 ett nytt finansieringsupplägg där bolaget lånade upp stora mängder medel av villiga investerare. Pengarna användes till att återbetala en stor del av statsskulden. De som lånat in medlen fick en konvertibel, rätt att byta lånen mot nyutfärdade aktier i kompaniet. Omfattande spekulation drev upp aktiekursen från 128 brittiska pund i januari 1720 till 550 pund i maj. I augusti var priset uppe i 1000 pund. Söderhavsbolaget erbjöd även själv förmånliga lån till personer som ville köpa aktier i bolaget. 
Söderhavskompaniet väckte intresse för aktiehandel i största allmänhet och aktiekurserna i andra bolag sköt också i höjden. Flera nybildade bolag erbjöd intresserade att investera, många gånger till oklara villkor. Det mest ökända exemplet är ett bolag som presenterade affärsidén A company for carrying out an undertaking of great advantage, but nobody to know what it is vilket kan översättas ungefär med Ett bolag som ska bedriva en mycket lönsam verksamhet men ingen får veta vad. Sådana bolag kallades bubbles, bubblor, och är ursprunget till begreppet bubbla som används för överdrivet uppdrivna priser som till exempel IT-bubblan eller fastighetsbubblan. 
Under sommaren 1720 började vissa sälja sina aktier för att hämta hem vinsterna. Genom en statlig kampanj där statsanställda och andra uppmuntrades att satsa sina pengar i bolaget vände kursen uppåt igen och nådde sin topp i augusti. Vid det tillfället skulle bolaget betala ut den garanterade avkastningen på sina utestående värdepapper. Det visade sig då att det var svårt att få tillbaka utlånade pengar till dem som lånat av bolaget för att spekulera i aktierna. Samtidigt inträffade en finansiell kris i Europa till följd av Mississippikompaniets sammanbrott som främst påverkade den franska ekonomin men spred allmän osäkerhet. Kursen på Söderhavsbolagets aktier vände snabbt neråt och redan i slutet av september var kursen nere i 150 pund. Många förlorade enorma belopp vilket gav ringar på vattnet i ekonomin. Många affärsidkare fick inte betalt för leveranser till tidigare förmögna personer och fick själva problem. 

## Resultat
Under kommande år visade det sig även att många ledande befattningshavare i bolaget skott sig på bolagets medel och omfattande korruption avslöjades. Regeringen drabbades av en förtroendekris. Företagsledningens privata tillgångar konfiskerades och användes för att till viss del kompensera dem som förlorat pengar. 
Storbritannien införde en lag som krävde kungligt tillstånd att låta ett företag bedriva handel i sina aktier, en slags första kapitalmarknadslag.
South Sea Company togs över av brittiska ostindiska kompaniet och Bank of England. Bolaget var fortsatt aktivt fram till 1760-talet men huvudverksamheten förblev hantering av statliga krediter snarare än handel under hela denna tid.